# Лонг, Уолтер, 1-й виконт Лонг
Уолтер Лонг, 1-й виконт Лонг (англ. Walter Hume Long, 1st Viscount Long, 13 июля 1854 — 26 сентября 1924) — британский политик, консерватор, сторонник юнионизма — политического и культурного единства всех британских земель, включая Ирландию. В 1905—1907 и 1915—1921 годах занимался управлением Ирландией, став в итоге инициатором разделения острова на Северную и Южную Ирландии.

## Биография
Лонг происходил из старой нетитулованной знати, его отец — англичанин из Уилтшира, мать — ирландка из Дерби. Родившись первым из десяти детей в семье, Лонг получил хорошее образование и в 1875 году унаследовал отцовские земли. Начиная с выборов 1880 года и до получения в 1921 году титула виконта, который дал Лонгу место в палате лордов, избирался в палату общин английского парламента (всего от семи разных округов в Англии).
Во время второго премьерства Роберта Солсбери Лонг вошёл в исполнительную власть, и в 1888 году стал одним из авторов реформы местного самоуправления (Local Government Act 1888), учредившей муниципальные советы на уровне графств. C поражением тори на выборах 1892 год Лонг стал представлять парламентскую оппозицию по вопросам местного самоуправления, а с возвращением консерваторов в 1895 году — возглавил министерство сельского хозяйства (Board of Agriculture); в этой должности он стал известен своими заслугами в борьбе с бешенством. В 1900 году перешёл на пост министра местного самоуправления, в 1905 поддержал закон о безработице, учредивший органы по трудоустройству и переподготовке безработных.
В мае 1905 года Лонг был назначен главным секретарём (министром) по делам Ирландии. Несмотря на то, что в декабре 1905 года юнионисты уступили власть сторонникам ирландской автономии, Лонг продержался на этом посту два года, став одновременно лидером Ирландской Юнионистской партии и учредителем радикальной (про-британской) Лиги защиты Ольстера. В ноябре 1911 года, после отставки Бальфура, Лонг имел шансы возглавить партию тори в национальном масштабе, но предпочёл отказаться от борьбы, которая вела к расколу партии, в пользу малоизвестного Эндрю Бонар Лоу.
В мае 1915 Лонг вернулся на государственную службу в министерство местного самоуправления, занимаясь, среди прочего, расселением тысяч бельгийских беженцев. Во время первой мировой войны он продолжал активно противодействовать сторонникам ирландской автономии, препятствуя примирению юнионистов и сторонников автономии. «Благодаря» Лонгу провалился план разделения Ирландии на мелкие протестантские и католические территории с самоуправлением на уровне графств и муниципалитетов, который мог бы сохранить весь остров в составе Великобритании.
После непродолжительного управления министерством по делам колоний в 1919—1921 Лонг возглавил Адмиралтейство в качестве Первого лорда. Фактически в это время он вновь занимался ирландскими делами. Лонг, возглавлявший особый комитет по Ирландии (названный его именем комитет Лонга), проводил идею о разделении острова на две части, каждая из которых имела бы свой однопалатный парламент и ограниченную автономию (Home Rule) от центрального правительства Великобритании. Таким образом, северная, протестантская, часть Ирландии, где была сосредоточена промышленность, была бы способна уравновесить политическую нестабильность в Ирландии южной. При деятельном участии Лонга парламент принял закон об управлении Ирландией 1920 года, разделивший остров на Северную (Ольстер) и Южную Ирландии. В декабре 1921 года Южная Ирландия получила автономию со статусом доминиона британской короны и только в 1949 стала полностью независимым государством Ирландией.
Лонг, женившийся в 1878 году, имел пятерых детей; старший сын, бригадный генерал Уолтер Лонг, погиб в январе 1917 года во Франции.